# جسی پولکا
جسی پولکا (متولد ۲۶سپتامبر ۱۹۸۲) متخصص فیتنس و مجری تلویزیون است که تخصص ویژه ای در کاهش وزن زیاد دارد. در پاییز سال ۲۰۱۴، او بعنوان یک مربی جدید به فصل ۱۶ برنامه بزرگترین بازنده پیوست.

## زندگی شخصی
پولکا از دبیرستان کالالن در شمال غربی کورپس کریستی، تگزاس (۱۹۹۷-۲۰۰۱) و دانشگاه شمال تگزاس (۲۰۰۱-۲۰۰۳)فارغ التحصیل شد.
پولکا از سنین پایین وارد مسائل ورزشی شد؛ مادرش از کلاس چهارم او را به دو میدانی برد و او در سال سوم دبیرستان و دانشگاه فوتبال بازی می کرد. اما بعد از شش سال، از این کار کناره گیری کرد. این انتخاب به او فرصت داد بیشتر روی سلامتی و فیتنس تمرکز کند.
پولکا بیان می کند که اد کانرز اولین موقعیت را در این رشته به او داد و تشویقش کرد که در ۲۰سالگی در رقابت های بدنسازی شرکت کند. در این رقابت، او مقام چهارم را کسب کرد.
در این زمان، او متناوباً به لس انجلس سفر می کرد تا بدنسازی/عکاسی را ادامه دهد و وارد کار مربی گری شد. نهایتاً از حرفه بدنسازی خارج شد و حدود یک سال برای یک شرکت تبلیغاتی در تگزاس کار کرد.
در ۷ژوئیه ۲۰۰۷، پولکا تصمیم گرفت به کالیفرنیا نقل مکان کند. او نهایتاً در ۲سپتامبر ۲۰۰۷ به لانگ بیچ کالیفرنیا رفت و از آن زمان در زمینه سلامتی فعالیت می کند.
از آن زمان، او در چندین مجله فیتنس ظاهر شده است و در اکتبر ۲۰۰۸، در فاصله ۶ماه عکسش روی جلد سه مجله چاپ شد.
در اکتبر ۲۰۱۳، پولکا با ناشر بریتانیایی خود، جیل تیپینگ، برند مخصوص خود را به نام انقلاب سلامتی پولکا به جهان معرفی کرد. این شرکت روی کارگاه ها و سمینارهای سلامتی در سراسر بریتانیا کار می کند.
پولکا چندین خالکوبی دارد: یک شخصیت ژاپنی روی شانه چپش، یک صلیب روی بازوی راستش، یک نوشته ژاپنی روی شکمش، عبارت "برای برادرم" روی پهلویش، یک آلفا و امگا از حروف یونانی روی مچش، یک حلقه صلیبی روی انگشت حلقه دست چپش و یک طرح آتش روی سمت چپ کمرش.
پولکا با سیتارا هویت، بازیگر کانادایی، ازدواج کرده است. آن ها یک پسر به نام رووان دارند که در سال ۲۰۱۰ به دنیا آمد. والدین پولکا طلاق گرفته اند. مادرش در کورپس کریستی و پدرش در دنتون زندگی می کند. او پسرعموی جیک پولکا است.